# Mike Redman
Mike Redman (1978) is een artiest, producer, documentairemaker, labeleigenaar en multidisciplinair kunstenaar.

## Biografie
Mike Redman groeide op in Schiedam en woont en werkt in Rotterdam. Redman begon op jonge leeftijd met het maken van muziek. Hij leerde zichzelf drummen en maakte muziek arrangementen met de zogenaamde ‘tape-loop’-opnametechniek.

### Redrum
Begin jaren negentig begon Redman als rapper en MC in Rotterdamse clubs en discotheken. Later trad hij nationaal en internationaal ook op als MC op verschillende feesten, vooral in de drum-and-bassscene. In de jaren negentig organiseerde Redman clubavonden in Rotterdamse podia als De Vlerk en Nighttown. Tijdens die zogeheten Redrum Party’s traden vooral beginnende lokale artiesten op uit de hardcore hiphopscene. Ten tijde van de Redrum Party’s vormde Redman een rapgroep onder de naam Redrum Squad. De groep bestond uit rappers P-Mode, Unorthadox, Mike Redman zelf en turntablist Eni-Less. Redman en Eni-Less verzorgen de producties en in 1999 brachten zij de eerste nummers uit. In 2003 kwam de single ‘Enjoy’ uit, waarmee de Redrum Squad optrad in het televisieprogramma Raymann is Laat! De groep trad verder voornamelijk op in het nationale en internationale clubcircuit. In 2005 kwamen de Redrum Party’s ten einde. De leden van de Redrum Squad richtten zich daarna voornamelijk op soloprojecten.
Redman is ook oprichter van het onafhankelijk platenlabel Redrum Recordz. Sinds 1999 waren artiesten uit verschillende muziekgenres als hiphop, jungle, drum-and-bass en metal verbonden aan het label. Een alternatieve insteek was overkoepelend. Artiesten als DuvelDuvel, Deformer en Jawat! brachten nummers uit bij Redrum Recordz. Het platenlabel ging samenwerkingen aan met internationale artiesten als Guru, Public Enemy, De La Soul, Ice-T en Big Daddy Kane. In 2005 bracht het label ‘Ik wil een meisje’ van Spacekees & Terilekst uit, dat de hitlijsten bereikte. In 2011 werd Redrum Recordz door Gonzo Circus Magazine uitgeroepen tot een van de 100 meest toonaangevende labels van België en Nederland.

### Special Effects
Als tiener experimenteerde Redman behalve met muziek ook met video en het toepassen van speciale make-up effecten. In 1994 maakte de Humanistische Omroep een reportage over de totstandkoming van zijn video ‘Ritual of the Damned’, een dertig minuten durende horrorfilm. Vervolgens benaderde DJ Paul Elstak Redman om de videoclip voor het nummer ‘Don’t leave me alone’ te maken. Redman regisseerde de videoclip en maakte de special effects. ‘Don’t leave me alone’ behaalde een nummer twee positie in de top 40 en leverde een gouden plaat op. De video werd door het weekblad Hitkrant benoemd tot beste videoclip van het jaar 1995. In datzelfde jaar maakte Redman de videoclip ‘Dare Restrain’ voor heavymetalband Threnody. Ondertussen verzorgde hij ook live special effects tijdens de optredens van DJ Paul Elstak bij o.a. de houseparty’s in de Rotterdamse Energiehallen en Now Summer Dance in de Kuip. Daarnaast was Redman prop maker werkzaam bij de Nederlandse televisieomroep VPRO.
Tussen 1996 en 2000 werkte Redman bij het special effects- en haarwerkaltelier Sjoerd Didden. Als special make-up effects specialist verzorgde Redman effecten voor speelfilms, televisieseries en theater producties waaronder The Delivery, Who am I (met Jackie Chan), Baantjer, Jezus is een Palestijn (met Hans Teeuwen), Suzy Q (met Carice van Houten). Ook ontwierp Redman bij Atelier Sjoerd Didden de drie dimensionale karakters voor de populaire Belgische kinderserie ‘Wizzy en Woppy’. In 2000 verliet Redman Atelier Sjoerd Didden. Hij maakte daarna nog enkele keren special effects, waaronder de special make-up voor de cd-hoes van For bitter or worse (drie keer platina) uit 2009 van zangeres Anouk.

### Televisie en documentaires
In 2001 maakte Mike Redman samen met editor Victor Vroegindeweij de film Walkmen. Deze full length documentaire belicht de geschiedenis van de hiphopcultuur in Rotterdam tussen 1979 en 2001. De film werd onafhankelijk geproduceerd. Na Walkmen maakte Redman verschillende videoclips, waaronder ‘Wildin Out’ van rapper U-Niq. De video stond in de top 5 van meest aangevraagde videoclips bij televisiezender The Box in 2002.
In 2004 ontwikkelde Redman samen met productiebedrijf Neon Media de kinderserie Villa Achterbuurt voor de televisieomroep VPRO, in het kader van het platform ‘Villa Achterwerk’. Hoofdpersonen zijn Def Dada (Marvin Piqué), Twan de Frietman (Denvis), De zingende zwerver (Janneke Riplet) en Opa Oldschool (Marvin Piqué). Bij Villa Achterbuurt werden verschillende gasten uitgenodigd, met de stad Rotterdam als decor. Mike Redman verzorgde de regie en grotendeels de muziek.
Redman maakte in 2008 zijn tweede documentaire getiteld ‘Anagram’. Deze documentaire belicht het werk en de denkwijze van beeldend kunstenaar Diet Wiegman. In de film wordt niet gesproken en de nadruk ligt hierdoor op de beeldende kunst, waarbij een door Redman gecomponeerde soundtrack het beeld ondersteund. De film werd vertoond op het International Film Festival Rotterdam en leverde Redman twee internationale awards op: ‘Best Art Documentary 2009’ op het New York International Independent Film & Video Festival in Los Angeles en ‘Best International Director of a Short Documentary 2010’ op het NYIIFVF in New York.
In 2009 maakte Redman in samenwerking met ex-Nighttown medewerker Marcel Haug een documentaire over voormalig Rotterdams poppodium Nighttown onder dezelfde titel. Daarnaast componeerde Redman in 2010 de muziek voor in de televisieserie Boijmans TV, in opdracht van Museum Boijmans van Beuningen.
In 2012 voltooide Redman zijn meest ambitieuze project en documentaire Sample: Not For Sale. Deze film belicht de relatie tussen verschillende muziekgeneraties met betrekking tot de sampling cultuur binnen de muziek. Dit project is door gebrek aan financiering door Redman in zijn geheel, van regie tot camera en editing gerealiseerd. Ook de geïnterviewde artiesten waaronder Chuck D, Bootsy Collins, George Clinton, Marly Marl, KRS-One en vele andere muziekiconen zijn door Redman op onorthodoxe wijze benaderd waarna zij medewerking verleenden. Over zijn ervaringen tijdens de totstandkoming van deze film heeft Redman een boek geschreven getiteld: Het Sample Dagboek. 

### Deformer en Wormskull
Behalve Redrum heeft Redman meer muzikale projecten op zijn naam staan. Hij werd in 2003 vaste MC bij breakcoreproducer Bong-Ra. Met Bong-Ra werkt Redman mee aan verschillende albums. Hij leverde ook vocale bijdragen op producties van onder anderen Neophyte, Paul Elstak en Evil Activities.
In 1992 startte Redman het muziekproject Deformer. Het begon als een alias van Redman, maar werd later een muziekcollectief met Redrum Squad leden Eni-Less (turntablist), MC P-Mode (rap) en Mack (dj). De formatie maakt elektronisch-progressieve muziek. Deformer produceert demo’s en treedt op binnen het clubcircuit. De groep brengt sinds eind jaren negentig nummers uit. Het debuutalbum Fxecutioners bevat een gastbijdrage van housezangeres Shaydie, zangeres bij DJ Paul Elstak. Deformer treedt internationaal op. De maxisingle ‘Meatcleaver’ wordt in een aantal landen zonder hoes verkocht wegens censuur. Op de hoes staat een schreeuwende apenkop, bestaande uit een collage van pornografische afbeeldingen. In 2006 won Deformer de prijs voor beste dance act bij de Grote Prijs van Zuid-Holland. In 2008 bracht Deformer een plaat uit met de Amerikaanse rapgroep Public Enemy. In 2008 gaf de groep een optreden op popfestival Lowlands met speciale horroreffecten van Mike Redman.
In 2011 ging Deformer een samenwerking aan met Bong-Ra onder de naam Wormskull. De band Wormskull combineert live metal met elektronica. Ook ontwikkelde Deformer een audiovisueel project onder de naam ‘Videopacolypz’. Hieruit is een album ontstaan met de minimale geluiden van de Videopacspelcomputer uit 1978. Bij optredens wordt gebruikgemaakt van 8-bit visuals.

### Kunst en overige projecten
Redman werkt in de internationale kunstwereld als een multidisciplinaire artiest (interdisciplinaire kunst, schilderkunst, videokunst, beeldhouwwerk). In 2012 nam hij deel in de internationale groepsexpositie Faces met een collectie foto’s en video’s. Faces werd in New York en Rotterdam tentoongesteld.
Eind 2012 maakte hij een nummer voor de compilatie-cd van het kunstproject Songs of Charcoal. Hij gebruikte daarbij een nieuwe alias: The Travel. Ook ontwerpt en schildert hij platenhoezen voor verschillende artiesten. 
Daarnaast heeft hij een begin gemaakt met het produceren van muziek voor film en documentaires.